# 勒梅尼勒维勒芒
勒梅尼勒维勒芒（法語：Le Mesnil-Villement，法語發音：[lə mɛnil vilmɑ̃] ⓘ）是法国卡尔瓦多斯省的一个市镇，属于卡昂区。

## 地理
勒梅尼勒维勒芒（48°51'11"N, 0°22'14"W）面积3.55 平方千米，位于法国诺曼底大区卡爾瓦多斯省，该省份为法国西北部沿海省份，北濒大西洋英吉利海峡，东北与滨海塞纳省以海上边界相接，东临厄尔省，南至奧恩省，西与芒什省接壤。
与勒梅尼勒维勒芒接壤的市镇（或旧市镇、城区）包括：勒代特鲁瓦、拉皮利、蓬杜伊、奥恩河畔梅尼勒于贝尔、奥恩河畔圣菲尔贝。

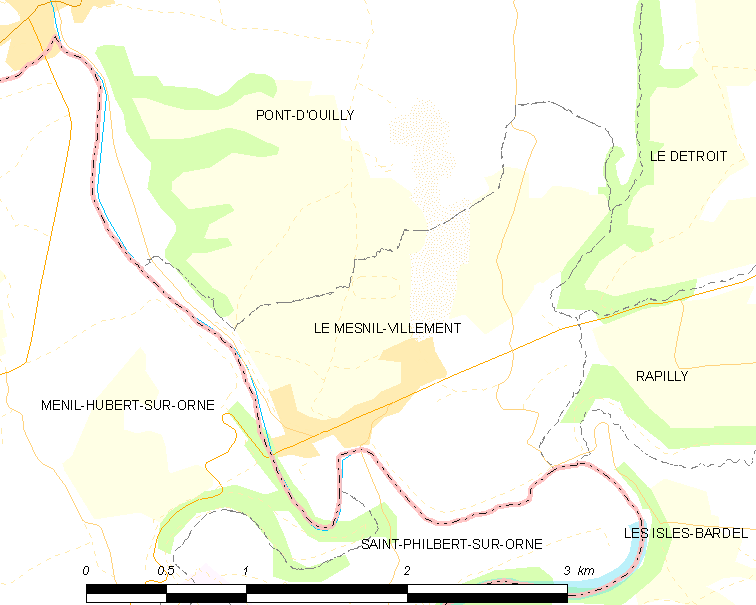
勒梅尼勒维勒芒的OSM定位图

勒梅尼勒维勒芒的时区为UTC+01:00、UTC+02:00（夏令时）。

## 行政
勒梅尼勒维勒芒的邮政编码为14690，INSEE市镇编码为14427。

## 政治
勒梅尼勒维勒芒所属的省级选区为法莱斯县。

## 人口

1962-2008年间勒梅尼勒维勒芒人口变化图示

勒梅尼勒维勒芒于2022年1月1日时的人口数量为284人。